# Lemery (Batangas)
Lemery è una municipalità di prima classe delle Filippine, situata nella Provincia di Batangas, nella Regione del Calabarzon.
Lemery è formata da 46 baranggay:
- Anak-Dagat
- Arumahan
- Ayao-iyao
- Bagong Pook
- Bagong Sikat
- Balanga
- Bukal
- Cahilan I
- Cahilan II
- Dayapan
- District I (Pob.)
- District II (Pob.)
- District III (Pob.)
- District IV (Pob.)
- Dita
- Gulod
- Lucky
- Maguihan
- Mahabang Dahilig
- Mahayahay
- Maigsing Dahilig
- Maligaya
- Malinis

- Masalisi
- Mataas Na Bayan
- Matingain I
- Matingain II
- Mayasang
- Niugan
- Nonong Casto
- Palanas
- Payapa Ibaba
- Payapa Ilaya
- Rizal
- Sambal Ibaba
- Sambal Ilaya
- San Isidro Ibaba
- San Isidro Itaas
- Sangalang
- Sinisian East
- Sinisian West
- Talaga
- Tubigan
- Tubuan
- Wawa Ibaba
- Wawa Ilaya